# 第二代戰機

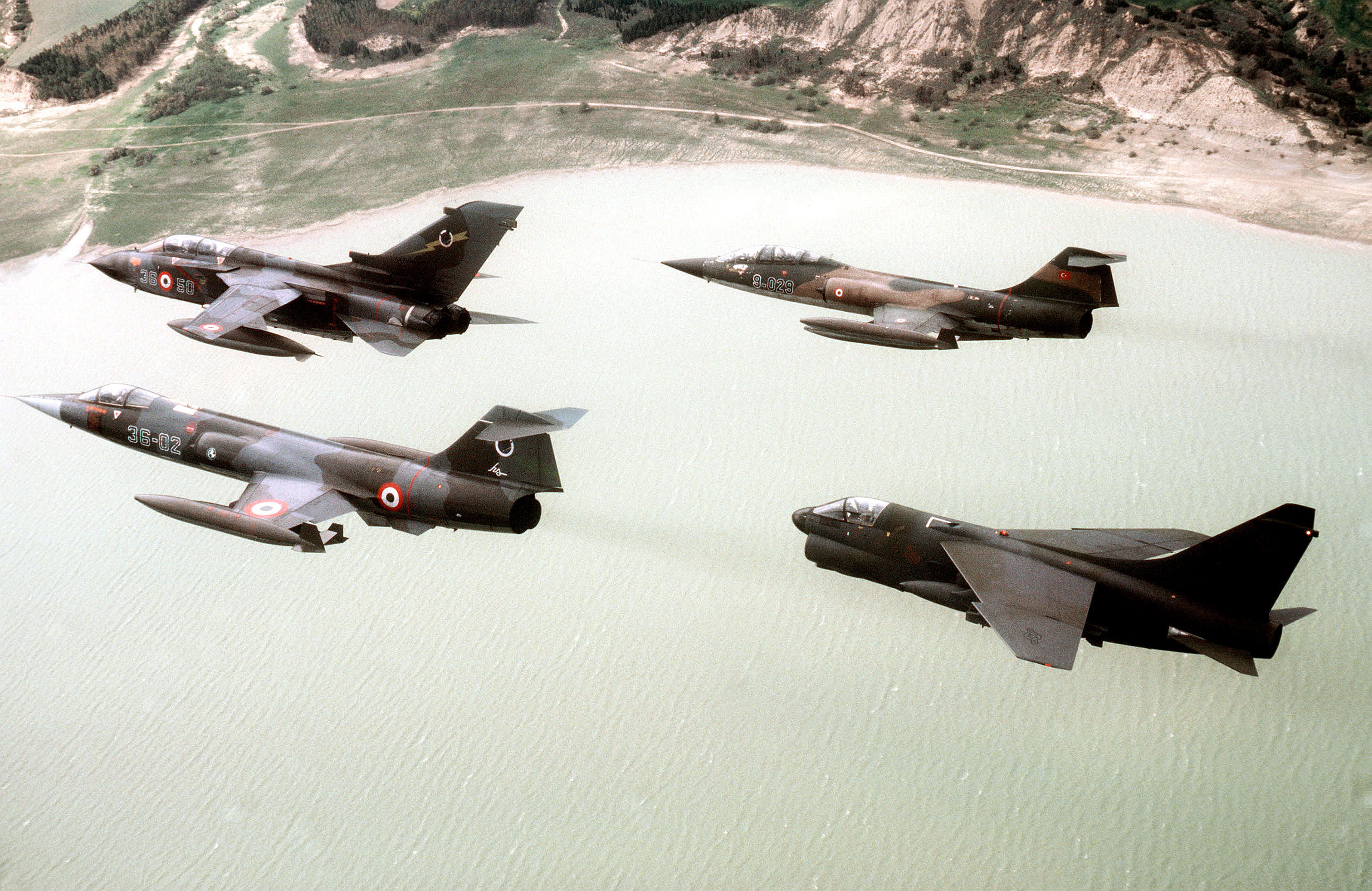
F-104S、龍捲風戰機IDS、A-7算二三代交接時代典型戰機

第二代戰機是問世於1950年代末，以渦輪噴射發動機為動力來源，追求高空、高速，並且裝備了雷達和空對空飛彈的戰鬥機；代表性的第二代戰機包括美國的F-104、F-105，前蘇聯的米格-21，以及法國的幻象3型等型。

## 技術特點
雷達在第二代戰鬥機上開始普遍使用，空對空飛彈成為機炮的另外一種選擇，對於飛彈技術與可靠度的過於信賴，導致部份第二代到第三代的機種捨棄固定武裝，完全採用飛彈的武裝方向，而像是英國甚至一度打算以地對空飛彈全面取代有人戰鬥機的呼聲，這些思維都在服役的過程與區域衝突中得到驗證，結果卻讓工程師發現飛彈的不可靠性，使得這類思維後來得以修正。

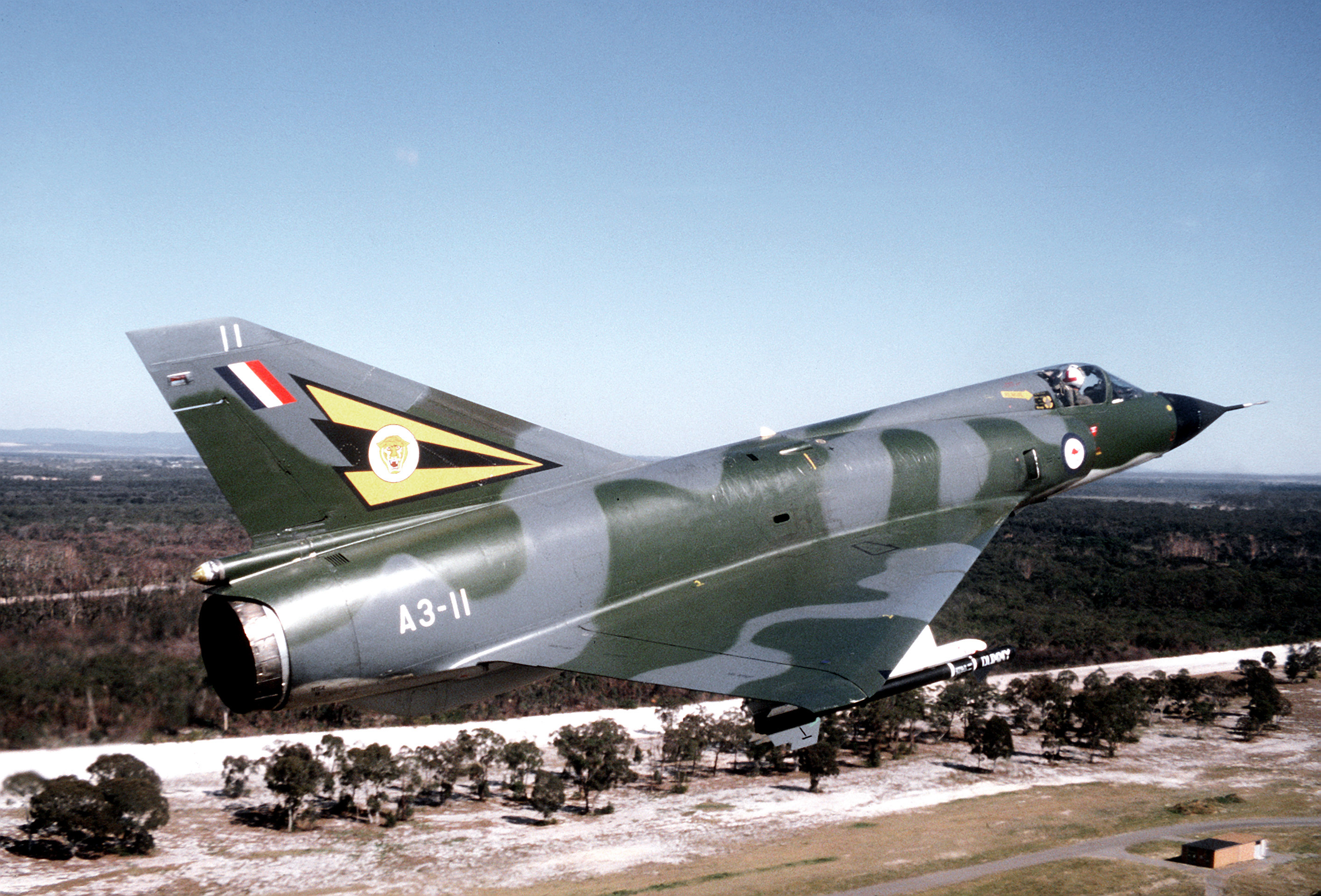
法國生產的幻影III戰鬥機是非常暢銷的一款設計

第二代戰鬥機的發展路線延續第一代強調速度，實用升限以及操作高度等方面，尤其是最大飛行速度從次音速，經過超音速，一直到兩馬赫的範圍，這讓這個時期的戰機陸續出現了極端設計，例如作為高速卻短腿的攔截機F-104、MiG-21（後來證明它更適合纏鬥），甚至往後準備作為B-70護航機的XF-108，其發展的經驗主要都來自此一時期。
為了達到這些目的，後燃器在這個階段開始成為戰鬥機必要的裝備，空氣動力領域相關的研究成果也逐漸廣泛採用。除了增加後掠翼的角度以外，三角翼與幾何可變翼是另外兩類新型態的高速飛行機翼設計。而另外一項關鍵性的突破是機身採用面積律的理論來設計。這項成果首先運用在YF-102的原型機設計上，使得這架飛機能夠突破穿音速階段的阻力限制而躋身超音速飛機之列。

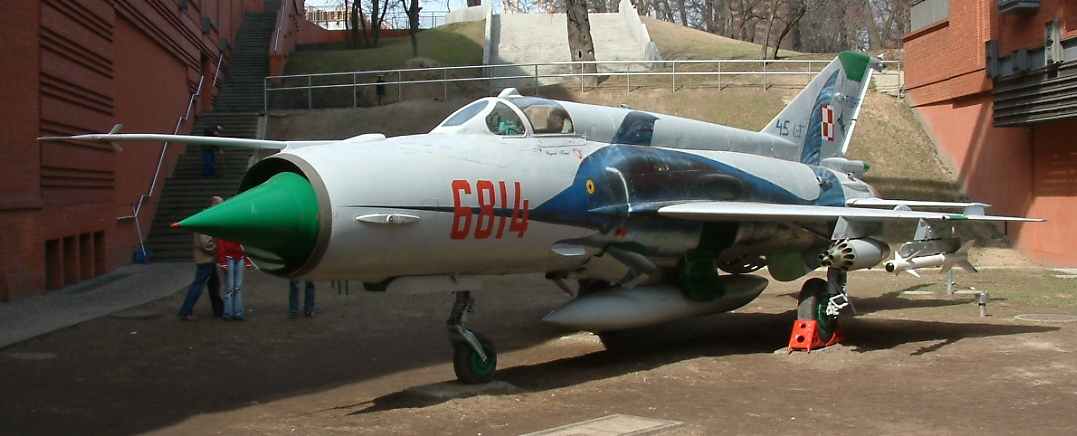
米格21可同時裝載高空飛彈和低空對地火箭，可惜高低空的性能都只是中等

第二代戰鬥機發展時期的有一種武器的發展大幅度改變，許多國家的戰略以及部隊的編裝，那就是核子武器小型化，形成可以由戰鬥機攜帶的戰術性核子武器。由於戰鬥機體型的飛機都可以使用核子武器對付地面目標，這種低數量、高摧毀力的發展，刺激許多國家強化戰鬥機的攔截能力以及加深使用飛彈，以提早擊落攜帶核子武器的飛機的做法，使得擁有小型核子武器生產、部署與投執能力的國家的戰略與戰術方向有了很大的變化。
這兩條發展路線最終整合成多用途戰機，以美國的F-4幽靈II戰鬥機為第三代戰機的代表。